# Akhillasz
Akhillasz (görög írással Ἀχιλλᾶς) XIII. Ptolemaiosz egyiptomi uralkodó egyik testőre, a király csapatainak parancsnoka volt, mikor Pompeius i. e. 48-ban Egyiptomba menekült. Julius Caesar rendkívül bátor embernek nevezte. Ő és Lucius Septimius ölték meg Pompeiust Pothinusz eunuch és Khioszi Theodotus javaslatára.
Akhillasz ezután csatlakozott Pothinuszhoz és szembeszegült Caesarral. Mivel az eunuch a teljes hadsereg parancsnokságát rábízta, húszezer gyalogosával és kétezer lovas katonájával Alexandria ellen indult. Az akkor Alexandriában tartózkodó Caesarnak nem volt elég nagy serege ahhoz, hogy szembeszálljon vele, ezért követeket küldött tárgyalni. Akhillasz azonban megölte a követeket, hogy Caesarnak semmi reménye ne maradjon a békés megegyezésre. Bevonult Alexandriába és a város nagy részét elfoglalta. Eközben Ptolemaiosz kisebbik húga, Arszinoé megszökött Caesartól és csatlakozott Akhillaszhoz. Nem sokkal később azonban nézeteltérésük támadt, így Arszinoé megölette Akhillaszt eunuchjával, Ganümédésszel, akire aztán rábízta seregei vezetését.

## Fordítás
- Ez a szócikk részben vagy egészben  az   Achillas című angol Wikipédia-szócikk ezen változatának fordításán alapul.  Az eredeti cikk szerkesztőit annak laptörténete sorolja fel. Ez a jelzés csupán a megfogalmazás eredetét és a szerzői jogokat jelzi, nem szolgál a cikkben szereplő információk forrásmegjelöléseként.